# Joao Rojas
Joao Robin Rojas Mendoza (La Troncal, 14 juni 1989) is een Ecuadoraans voetballer die bij voorkeur als vleugelspeler speelt. Hij verruilde in 2013 Monarcas Morelia voor Cruz Azul. In 2008 debuteerde hij in het Ecuadoraans nationaal elftal.

## Clubcarrière
Rojas debuteerde in de Ecuadoraanse competitie bij Técnico Universitario, waar hij 6 doelpunten scoorde uit 67 wedstrijden. Begin 2009 trok hij naar Independiente, dat hem uitleende aan Emelec en het Mexicaanse Monarcas Morelia. Morelia nam Rojas daarna definitief over van Independiente. In de zomer van 2013 verhuisde hij naar reeksgenoot Cruz Azul. Hij debuteerde voor La Máquina op 20 juli 2013 tegen CF Monterrey. Zes dagen later scoorde hij zijn eerste doelpunt voor zijn nieuwe club tegen Santos Laguna.

## Interlandcarrière
Rojas debuteerde voor het Ecuadoraans nationaal elftal op 12 november 2008 in de vriendschappelijke wedstrijd tegen Mexico (1-2). In maart 2009 kreeg hij zijn eerste basisplaats in de vriendschappelijke interland tegen El Salvador. Op 11 november 2011 scoorde hij zijn eerste doelpunt voor Ecuador in de WK-kwalificatiewedstrijd tegen Paraguay. Op 21 maart 2013 was hij opnieuw trefzeker voor Ecuador in een oefeninterland tegen El Salvador in Quito.
| Interlands van Joao Rojas voor Ecuador              | Interlands van Joao Rojas voor Ecuador              | Interlands van Joao Rojas voor Ecuador              | Interlands van Joao Rojas voor Ecuador              | Interlands van Joao Rojas voor Ecuador              | Interlands van Joao Rojas voor Ecuador              | Interlands van Joao Rojas voor Ecuador              |
| №                                                   | Datum                                               | Wedstrijd                                           | Uitslag                                             | Competitie                                          | Goals                                               |                                                     |
| Als speler bij Club Deportivo Técnico Universitario | Als speler bij Club Deportivo Técnico Universitario | Als speler bij Club Deportivo Técnico Universitario | Als speler bij Club Deportivo Técnico Universitario | Als speler bij Club Deportivo Técnico Universitario | Als speler bij Club Deportivo Técnico Universitario | Als speler bij Club Deportivo Técnico Universitario |
| --------------------------------------------------- | --------------------------------------------------- | --------------------------------------------------- | --------------------------------------------------- | --------------------------------------------------- | --------------------------------------------------- | --------------------------------------------------- |
| 1.                                                  | 13 november 2008                                    | Ecuador – Mexico                                    | 1 – 2                                               | Vriendschappelijk                                   | 0                                                   |                                                     |
| Als speler bij CSD Independiente del Valle          |                                                     |                                                     |                                                     |                                                     |                                                     |                                                     |
| 2.                                                  | 27 mei 2009                                         | Ecuador – El Salvador                               | 1 – 3                                               | Vriendschappelijk                                   | 0                                                   |                                                     |
| 3.                                                  | 12 augustus 2009                                    | Ecuador – Jamaica                                   | 0 – 0                                               | Vriendschappelijk                                   | 0                                                   |                                                     |
| 4.                                                  | 15 oktober 2009                                     | Chili – Ecuador                                     | 1 – 0                                               | Kwalificatie WK 2010                                | 0                                                   |                                                     |
| 5.                                                  | 8 mei 2010                                          | Mexico – Ecuador                                    | 0 – 0                                               | Vriendschappelijk                                   | 0                                                   |                                                     |
| 6.                                                  | 16 mei 2010                                         | Zuid-Korea – Ecuador                                | 2 – 0                                               | Vriendschappelijk                                   | 0                                                   |                                                     |
| 7.                                                  | 5 september 2010                                    | Mexico – Ecuador                                    | 1 – 2                                               | Vriendschappelijk                                   | 0                                                   |                                                     |
| 8.                                                  | 8 september 2010                                    | Venezuela – Ecuador                                 | 1 – 0                                               | Vriendschappelijk                                   | 0                                                   |                                                     |
| 9.                                                  | 9 oktober 2010                                      | Ecuador – Colombia                                  | 0 – 1                                               | Vriendschappelijk                                   | 0                                                   |                                                     |
| 10.                                                 | 18 november 2010                                    | Ecuador – Venezuela                                 | 4 – 1                                               | Vriendschappelijk                                   | 0                                                   |                                                     |
| Als speler bij Monarcas Morelia                     |                                                     |                                                     |                                                     |                                                     |                                                     |                                                     |
| 11.                                                 | 10 februari 2011                                    | Honduras – Ecuador                                  | 1 – 1                                               | Vriendschappelijk                                   | 0                                                   |                                                     |
| 12.                                                 | 12 november 2011                                    | Paraguay – Ecuador                                  | 2 – 1                                               | Kwalificatie WK 2014                                | 1                                                   |                                                     |
| 13.                                                 | 15 november 2011                                    | Ecuador – Peru                                      | 2 – 0                                               | Kwalificatie WK 2014                                | 0                                                   |                                                     |
| 14.                                                 | 1 maart 2012                                        | Ecuador – Honduras                                  | 2 – 0                                               | Vriendschappelijk                                   | 0                                                   |                                                     |
| 15.                                                 | 10 juni 2012                                        | Ecuador – Colombia                                  | 1 – 0                                               | Kwalificatie WK 2014                                | 0                                                   |                                                     |
| 16.                                                 | 12 oktober 2012                                     | Ecuador – Chili                                     | 3 – 1                                               | Kwalificatie WK 2014                                | 0                                                   |                                                     |
| 17.                                                 | 17 oktober 2012                                     | Venezuela – Ecuador                                 | 1 – 1                                               | Kwalificatie WK 2014                                | 0                                                   |                                                     |
| 18.                                                 | 21 maart 2013                                       | Ecuador – El Salvador                               | 5 – 0                                               | Vriendschappelijk                                   | 1                                                   |                                                     |
| 19.                                                 | 26 maart 2013                                       | Ecuador – Paraguay                                  | 4 – 1                                               | Kwalificatie WK 2014                                | 0                                                   |                                                     |
| 20.                                                 | 29 mei 2013                                         | Ecuador – Duitsland                                 | 2 – 4                                               | Vriendschappelijk                                   | 0                                                   |                                                     |
| 21.                                                 | 8 juni 2013                                         | Peru – Ecuador                                      | 1 – 0                                               | Kwalificatie WK 2014                                | 0                                                   |                                                     |
| 22.                                                 | 11 juni 2013                                        | Ecuador – Argentinië                                | 1 – 1                                               | Kwalificatie WK 2014                                | 0                                                   |                                                     |
| Als speler bij Cruz Azul                            |                                                     |                                                     |                                                     |                                                     |                                                     |                                                     |
| 23.                                                 | 14 augustus 2013                                    | Ecuador – Spanje                                    | 0 – 2                                               | Vriendschappelijk                                   | 0                                                   |                                                     |
| 24.                                                 | 7 september 2013                                    | Colombia – Ecuador                                  | 1 – 0                                               | Kwalificatie WK 2014                                | 0                                                   |                                                     |
| 25.                                                 | 11 oktober 2013                                     | Ecuador – Uruguay                                   | 1 – 0                                               | Kwalificatie WK 2014                                | 0                                                   |                                                     |
| 26.                                                 | 16 november 2013                                    | Ecuador – Argentinië                                | 0 – 0                                               | Vriendschappelijk                                   | 0                                                   |                                                     |
| 27.                                                 | 19 november 2013                                    | Honduras – Ecuador                                  | 2 – 2                                               | Vriendschappelijk                                   | 0                                                   |                                                     |
| 28.                                                 | 17 mei 2014                                         | Nederland – Ecuador                                 | 1 – 1                                               | Vriendschappelijk                                   | 0                                                   |                                                     |
| 29.                                                 | 31 mei 2014                                         | Mexico – Ecuador                                    | 3 – 1                                               | Vriendschappelijk                                   | 0                                                   |                                                     |
| 30.                                                 | 4 juni 2014                                         | Engeland – Ecuador                                  | 2 – 2                                               | Vriendschappelijk                                   | 0                                                   |                                                     |
| 31.                                                 | 15 juni 2014                                        | Zwitserland – Ecuador                               | 2 – 1                                               | WK 2014                                             | 0                                                   |                                                     |
| 32.                                                 | 6 september 2014                                    | Bolivia – Ecuador                                   | 0 – 4                                               | Vriendschappelijk                                   | 0                                                   |                                                     |
| 33.                                                 | 9 september 2014                                    | Brazilië – Ecuador                                  | 3 – 1                                               | Vriendschappelijk                                   | 0                                                   |                                                     |
| 34.                                                 | 28 maart 2015                                       | Mexico – Ecuador                                    | 1 – 0                                               | Vriendschappelijk                                   | 0                                                   |                                                     |

Bijgewerkt op 24 april 2016.
1 Corona  ·
3 Jiménez ·
4 Domínguez ·
5 Peña ·
7 Romo ·
9 Montoya ·
11 Hernández ·
12 Martínez ·
14 Domínguez ·
15 Rivero ·
16 Aldrete ·
17 Angulo ·
19 Yotún ·
20 Gutiérrez ·
21 Rodríguez ·
22 Baca ·
23 Aguilar ·
24 Escobar ·
25 Alvarado ·
28 Fernández ·
29 Giménez ·
30 Gudiño ·
31 Pineda ·
33 Jurado ·
Coach: Reynoso
1 Banguera ·
2 Guagua ·
3 Erazo ·
4 Paredes ·
5 Ibarra ·
6 Noboa ·
7 Montero ·
8 Méndez ·
9 Martínez ·
10 W. Ayoví ·
11 Caicedo ·
12 Bone ·
13 E. Valencia ·
14 Castillo ·
15 Arroyo ·
16 A. Valencia ·
17 J. Ayoví ·
18 Bagüí ·
19 Saritama ·
20 Rojas ·
21 Achilier ·
22 Domínguez ·
23 Gruezo ·
Coach: Rueda